# Melica animarum
Melica animarum är en gräsart som beskrevs av Muj.-sall. och M.Marchi. Melica animarum ingår i släktet slokar, och familjen gräs. Inga underarter finns listade i Catalogue of Life.